# Мостовой кран кругового действия

Кран в работе: транспортировка верхнего блока реактора.

Мостовы́е кра́ны кругово́го де́йствия — краны мостового типа, использующиеся в реакторных залах атомных электростанций для транспортировки оборудования во время ремонтных работ. Также называются мосто́выми поля́рными или поля́рными.

## Описание

### Полярный кран
Краны устанавливают под куполом гермооболочки реакторного здания АЭС и применяют для перемещения различных грузов в реакторном отделении. Тележка полярного крана перемещается вдоль моста, сам кран передвигается по круговому рельсу диаметром 41,5 м на 360° над шахтой ядерного реактора, что позволяет совершать транспортные операции в любой точке здания.
Полярными кранами выполняются следующие операции:
- Транспортно-технологические и ремонтные по обслуживанию атомного реактора, в период эксплуатации АЭС с грузами, включая ядерно-опасные грузы. Операции по загрузке ядерного топлива в контейнер свежего топлива и выгрузке отработанного топлива в транспортный коридор.
- Подъёмно-транспортные и строительно-монтажные операции в период строительства АЭС: операции по складированию оборудования (частей реактора, корпусов парогенераторов, компенсатора, главных циркуляционных трубопроводов и насосов и др.), а затем их установке на проектное место[3].

В период монтажа оборудования управление краном производится с трёх временных пультов. В процессе эксплуатации управление краном ведётся из помещения, находящегося за пределами реакторного здания. Шкафы системы управления с пускорегулирующей аппаратурой полярным краном также устанавливаются (согласно «Требованиям к устройству и безопасной эксплуатации грузоподъёмных кранов для объектов использования атомной энергии (ОИАЭ)») в отдельном помещении, вне гермозоны. Все механизмы крана, которые имеют концевые выключатели, за исключением механизма передвижения, дублируются.
Краны относятся к высшему классу безопасности оборудования для АЭС, их изготовление контролируется представителями Ростехнадзора. Точность наведения груза таким краном составляет ±7мм. Расчётная нагрузка на крюки и элементы, участвующие в удержании груза (канаты, редукторы, тормоза) этих кранов увеличивается на 25% от паспортной.
Существуют различные модели полярных кранов, отличающихся характеристиками (грузоподъёмностью 160—400т и пролётами от 8 до 39,6м), выпускаемых другими производителями:
- Для АЭС Советского Союза их выпускали заводы стран СЭВ: Германия (TAKRAF)[7] и заводы Югославии.
- В странах СНГ полярные краны выпускают:

1. Зуевский энергомеханический завод (модель КМ 180/2х70).
2. «Укратомэнергострой» (модель КМЭС-180/2Х70/10-32-34/34/41,6-А5-У3).
3. «Атоммаш», г. Волгодонск.
4. «Сибтяжмаш» (модель 320/32+5-41,5-М4 грузоподъёмностью 320т, а также другие модели: грузоподъёмностью от 160 до 400т и пролётами от 31 до 43м).
5. "Тяжмаш" Сызрань (Самарская обл).
6. Машиностроительная корпорация «Уралмаш» (модель Мостовой кран кругового действия (полярный кран) г/п 350/190/32).

В настоящее время выпущены краны, вес которых достигает 600т, номинальное усилие подъёма 350т, максимальная нагрузка 450т. Краны обладают запасом прочности и работоспособности в экстремальных условиях и способны выстоять при землетрясении с магнитудой 9. Подобные краны были изготовлены и отгружены для поставки на АЭС «Куданкулам». Краны были разработаны НПО «ВНИИПТМАШ».

### Кран типа КМЭС
Модель «Кран реакторный КМЭС-180/2Х70/10-32-34/34/41,6-А5-У3» выполнена в климатическом исполнении «У» (третьей категории размещения) и предназначена для режима работы А3 (аналог ИСО 4301) в зоне рабочих температур от — 20 °C до +40 °C. Модель обеспечивает точное наведение вилки грузозахватного органа грузоподъёмностью 180т с точностью наведения в любую заданную точку рабочей зоны не более: ±5мм.
Кран предназначен для выполнения транспортно-технологических операций, аналогичных операциям, выполняемым кранами кругового действия в реакторных отделениях унифицированных АЭС с реакторами ВВЭР-1000.

## Технические характеристики
Технические характеристики приведены для модели, производимой «Уралмаш».
| Параметр                                   | Параметр                                   | Значение  |  |
| ------------------------------------------ | ------------------------------------------ | --------- |  |
| Грузоподъёмность, т                        | на вилке при монтаже:                      | 350       |  |
| Грузоподъёмность, т                        | на вилке при эксплуатации:                 | 190       |  |
| Грузоподъёмность, т                        | вспомогательный подъём:                    | 32        |  |
| Грузоподъёмность, т                        | талей:                                     | 10        |  |
| Высота подъёма, м                          | вилки:                                     | 22        |  |
| Высота подъёма, м                          | вилки с крюком:                            | 21        |  |
| Высота подъёма, м                          | вспомогательного подъёма:                  | 21        |  |
| Высота подъёма, м                          | талей:                                     | 20        |  |
| Высота подъёма, м                          | тали портала тележки:                      | 43        |  |
| Пролёт, м                                  | Пролёт, м                                  | 42        |  |
| Скорость, м/мин                            | подъёма (опускания):                       | 1,0 (0,1) |  |
| Скорость, м/мин                            | на вспомогательном подъёме:                | 7,0 (0,7) |  |
| Скорость, м/мин                            | передвижения крана:                        | 17 (0,3)  |  |
| Скорость, м/мин                            | передвижения тележки:                      | 17 (0,5)  |  |
| Скорость, м/мин                            | передвижения тали портала:                 | 8,0       |  |
| Скорость, м/мин                            | перевыдвижения оси вилки:                  | 0,2       |  |
| Частота вращения вилки, об/мин             | Частота вращения вилки, об/мин             | 0,07      |  |
| Угол поворота, °                           | крана, в одном направлении:                | 370       |  |
| Угол поворота, °                           | вилки:                                     | ± 135     |  |
| Количество колёс                           | крана:                                     | 16        |  |
| Количество колёс                           | главной тележки:                           | 8         |  |
| Количество колёс                           | прицепной:                                 | 2         |  |
| Общая масса крана, т                       | Общая масса крана, т                       | 400       |  |
| Группа классификации по ИСО 4301/1         | Группа классификации по ИСО 4301/1         | А2        |  |
| Тип подкранового рельса по ГОСТ 4121-76    | Тип подкранового рельса по ГОСТ 4121-76    | КР120     |  |
| Суммарная мощность электродвигателей, кВт: | Суммарная мощность электродвигателей, кВт: | 275       |  |

Кран типа КМЭС имеет следующие характеристики:
| Параметр                                    | Параметр                                    | Значение      |  |
| ------------------------------------------- | ------------------------------------------- | ------------- |  |
| Грузоподъёмность, т                         | главный подъём:                             | 180           |  |
| Грузоподъёмность, т                         | вспомогательный подъём:                     | 2*70          |  |
| Грузоподъёмность, т                         | стационарная электроталь:                   | 10            |  |
| Грузоподъёмность, т                         | подвижные тали (две):                       | 5             |  |
| Высота подъёма, м                           | главный подъём:                             | 34            |  |
| Высота подъёма, м                           | вспомогательный подъём:                     | 34            |  |
| Высота подъёма, м                           | стационарная электроталь::                  | 41,6          |  |
| Высота подъёма, м                           | вспомогательные тележки:                    | 39            |  |
| Пролёт, м                                   | Пролёт, м                                   | 32            |  |
| Скорость, м/мин                             | на главном подъёме:                         | 2,55 … 0,13   |  |
| Скорость, м/мин                             | на вспомогательном подъёме:                 | 2,55 … 0,13   |  |
| Скорость, м/мин                             | стационарная электроталь:                   | 8             |  |
| Скорость, м/мин                             | подвижные электротали:                      | 8             |  |
| Скорость, м/мин                             | передвижения тележки:                       | 5,57 … 0,28   |  |
| Скорость, м/мин                             | передвижения крана:                         | 19,4 … 0,97   |  |
| Скорость, м/мин                             | передвижения электроталей:                  | 0,093 … 0,005 |  |
| Скорость, м/мин                             | выдвижения оси вилки:                       | 0,21          |  |
| Скорость поворота вилки гл. подъема, об/мин | Скорость поворота вилки гл. подъема, об/мин | 0,83          |  |

## Описание конструкции полярного крана
Краны состоят из металлоконструкции, механизма передвижения, тележки, тали, электрооборудования и кабины машиниста. В настоящее время разработаны кабины для действующих моделей кранов (габаритами 2500х2000х2200), окрашенные специальным лакокрасочным покрытием, которое выдерживает растворы для дезактивации при температуре +90 °C.
Полярные краны питаются от внешней сети 380В частотой 50Гц.
Краны оборудуются системами безопасности:
- Ограничителями высоты подъёма (опускания) груза[15].
- Ограничителями передвижения тележки и крана[15].
- Упругими буферами крана и тележки[15].
- Блокировочным выключателем дверей кабины и выходов на мост[15].
- Устройствами для автоматического снятия напряжения[15].
- Максимальной токовой защитой[15].
- Реле контроля обрыва фаз[15].
- Звуковым сигналом[15].

## Применение
Полярные краны были поставлены и установлены на следующих АЭС с реакторами ВВЭР:
- Действующие станции,  ЕС:

1. АЭС Пакш, блок №1[16].
2. АЭС Пакш, блок №2[16].
3. АЭС Дуковани, блок №1[16].
4. АЭС Дуковани, блок №2[16].
5. АЭС Козлодуй, блок №5[16][17].
6. АЭС Козлодуй, блок №6[16][17].
7. АЭС Темелин, блок №1[16].
8. АЭС Темелин, блок №2[16].
9. АЭС Моховце[16].

- Действующие станции,  СНГ:

1. Балаковская АЭС.
2. Запорожская АЭС.
3. Южно-Украинская АЭС, блок №2[18].
4. Южно-Украинская АЭС, блок №3[16].
5. Ростовская АЭС, блок №1[16].
6. Ростовская АЭС, блок №2[19],[20].
7. Ростовская АЭС , блоки № 3, 4.
8. Калининская АЭС, блок №1[21].
9. Калининская АЭС, блок №2[21].
10. Калининская АЭС, блок №3[16].
11. Калининская АЭС, блок №4: Выпущен при СССР, поставлен с площадки АЭС «Белене» (Болгария)[22].

- Строящиеся АЭС, Россия:

1. Балтийская АЭС. Возможно оснащение станции кранами производства калининградского завода «Балткран»[23].
2. Ленинградская АЭС-2. В 2008 году велись переговоры по поставкам кранов на станцию[22]. В 2010 году один из реакторов готов к монтажу полярного крана[24].
3. Нововоронежская АЭС-2. В 2008 году велись переговоры о поставках полярных кранов[22], а в 2010 году планируется поставка одного такого крана[25]. По мнению директора программы Управления проектами инжиниринговой деятельности Госкорпорации «Росатом», за июнь и по результатам первого полугодия 2010 года «генеральный подрядчик и его контрагенты сделали хороший шаг вперед, план июня перевыполнен, как по строительно-монтажным работам, так и по поставкам оборудования». И если темп первого полугодия сохранится, то в конце года, возможно, начнётся подготовка к монтажу полярного крана на первом блоке[26].

- Строящиеся АЭС, другие страны:

1. Бушерская АЭС, блок №1[27].
2. АЭС «Куданкулам», блок №1[5][8][28].
3. АЭС «Куданкулам», блок №2[8][9][28].

- Недостроенные станции:

1. Воронежская АСТ, блок №1[29].
2. Крымская АЭС, блок №1: не введён, как и сама станция.

## Происшествия с кранами
- 8 июня 1987 года на II энергоблоке Южно-Украинской АЭС, вследствие ошибочных действий персонала при проведении ремонтных работ произошло падение 12-тонной траверсы полярного крана в корпус реактора. В результате произошла деформация днища корпуса реактора ВВЭР-1000[18]. В июне 2009 года при выводе блока на плановый ремонт, кран подвергся экспертному обследованию и техническому освидетельствованию[30].